# Remember Me (픽사 노래)
《Remember Me》는 크리스틴 앤더슨로페즈, 로버트 로페즈가 작사 및 작곡한 노래로, 2017년 영화 《코코》의 삽입곡이다. 제90회 아카데미상 주제가상을 수상하였다.